# Bombardier Flexity Outlook
Le Flexity Outlook est un modèle de tramway articulé à plancher bas intégral du constructeur canadien Bombardier Transport. Il permet d’avoir un design personnalisé et existe 2 sous-classes :
- Classe C (Cityrunner) : Bruxelles, Marseille, Genève…
- Classe E (Eurotram) : Strasbourg, Milan, Porto

Les rames sont modulaires ce qui permet d’en adapter la longueur et la largeur aux tracés, en particulier dans le cas de ligne ayant des courbes prononcées. Les extérieurs sont également configurables aux goûts de chaque client. 

## Modèles

### Eurotram
L'Eurotram est un tramway moderne originellement fabriqué par ABB, puis Adtranz avant le rachat par le groupe Bombardier Transport. Son design se veut moderne avec une cabine de conduite évoquant la vitesse. Le véhicule dispose de larges baies vitrées tout le long de la rame afin de permettre un maximum de luminosité. Seules 3 villes utilisent l'Eurotram : Strasbourg, Milan et Porto. Cependant, lors d’un tour de promotion en Australie en 2003, une rame raccourcie du métro de Porto fut utilisé à Sydney dans leur métro léger puis sur les rails du réseau de tramway de Melbourne,. Son principal défaut : ses larges portes qui mettent un temps assez important pour s'ouvrir et se refermer.

#### Strasbourg
Construit en 1994, le réseau de tramway de Strasbourg dispose aujourd'hui de six lignes. C'est à cette date là que sont mis en service les premiers Eurotram : 26 rames de huit essieux (aussi appelées Rames à trois caisses). En 2000, dix autres rames sont livrées pour l'inauguration de deux lignes (B et C), accompagnées par 17 Eurotram dans une version plus longue à dix essieux (Rames à quatre caisses). Les dix premiers véhicules ont été construits par le groupement italo-suisse Socimi - ABB. La société Socimi ayant disparu et ABB rachetée par Adtranz, les 27 autres rames sont sorties des usines d'Adtranz. Par la suite, Adtranz est rachetée par Bombardier. 
En 2003, Bombardier ne parviendra pas à vendre d'autres tramways à Strasbourg puisque ce sont 41 Citadis 403 d'Alstom qui sont commandés par la Compagnie des transports strasbourgeois (CTS), à la suite de l'appel d'offres pour l'extension du réseau. Ce modèle de Citadis a la particularité d'avoir un design semblable à l'Eurotram, au point de permettre un couplage entre un Citadis 403 et un Eurotram.

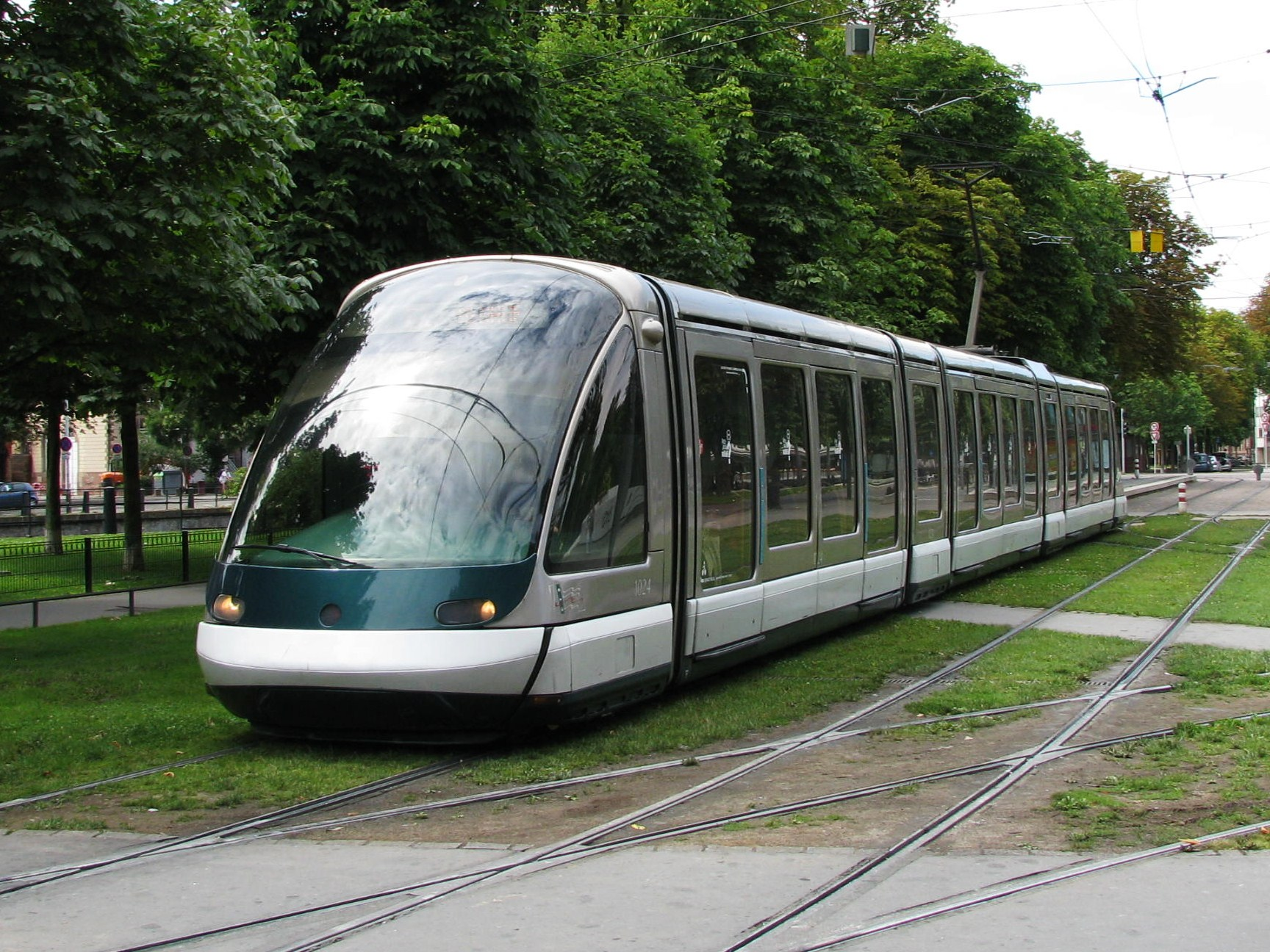
Flexity Outlook Classe E à Strasbourg.
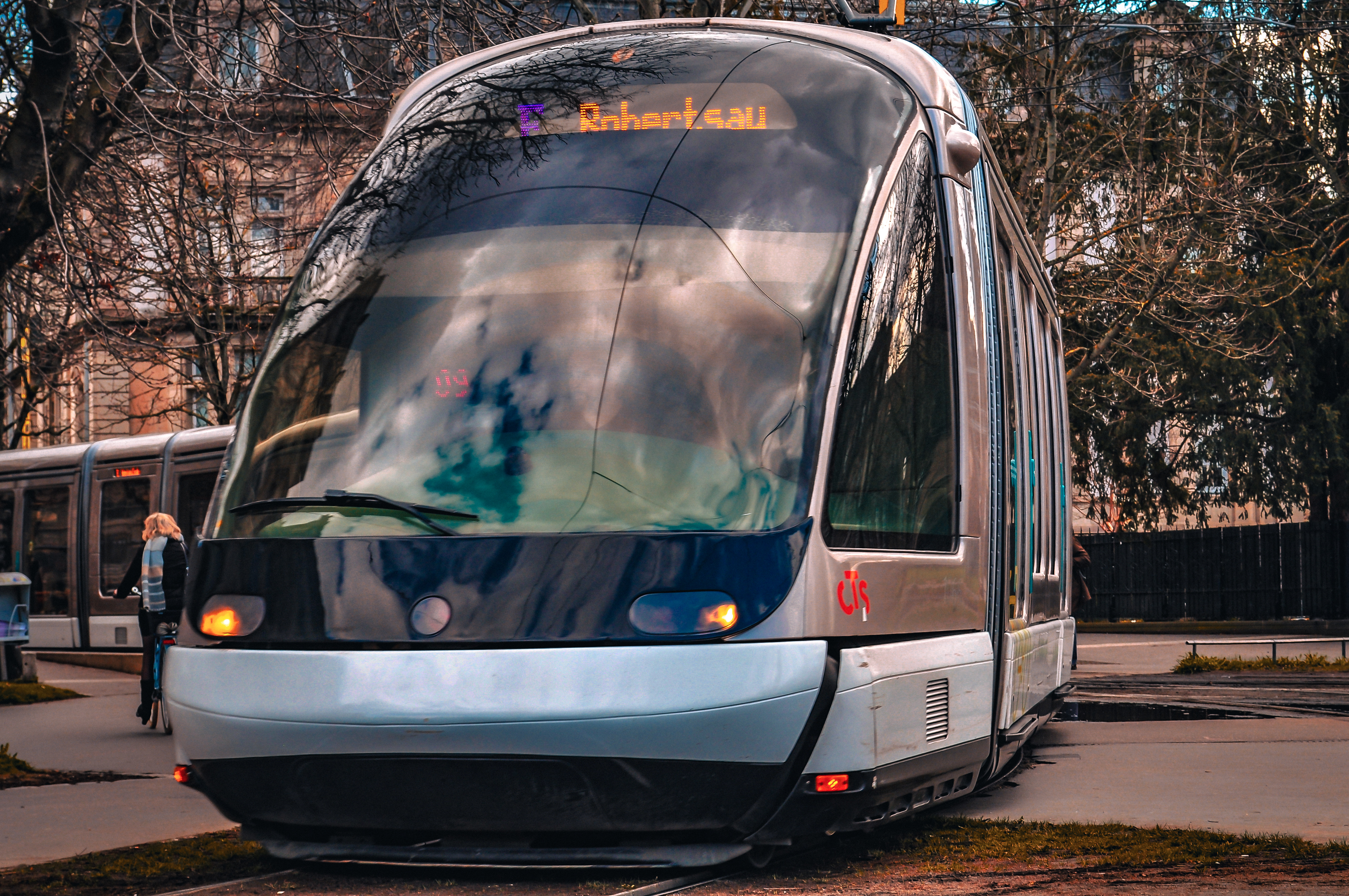
Cette photo permet de voir la configuration particulière avec le bogie sous le poste de conduite qui réduit au maximum le porte-à-faux en courbe.

#### Milan
En 2000, l'Azienda Trasporti Milanesi (ATM) choisit l'Eurotram (alors construit par Adtranz) pour son réseau de tramway à Milan. Aujourd'hui, 26 rames du type Eurotram circulent à Milan. Elles ont la particularité d'être unidirectionnelle et se distinguent aussi par un design plus carré que leurs sœurs strasbourgeoises.

#### Porto
La ville de Porto a commencé à reconstituer un réseau de tramway à partir de 2001. C'est l'Eurotram qui a été choisi. Aujourd'hui, la ville possède le plus grand parc d'Eurotram avec 72 rames en service, chacun pouvant transporter jusqu'à 215 personnes.
L'Eurotram de Porto a le même design que celui de Milan mais est bidirectionnelle, avec possibilité de couplage de rames en service commercial.

### Cityrunner
La version Cityrunner est plus conventionnelle, dénommée par la suite Bombardier Flexity Outlook C. Elle est utilisée en Autriche, en Italie, en Pologne, en Suisse, en Turquie, en Belgique, en France, en Espagne, et à Toronto, Canada.

## Caractéristiques

### Bogies

#### Flexity Outlook
La gamme Flexity Outlook est équipée de bogies Flexx Urban 1000 (moteurs et porteurs),.
| Caractéristiques techniques   | Caractéristiques techniques |
| Modèle                        | Flexx Urban 1000 (moteur et porteur) |
| ----------------------------- | --- |
| Écartement                    | 900–1 435 mm |
| Pivotant (degré)              | Non |
| Essieux                       | Classiques |
| Empattement                   | 1 850 mm |
| Diamètre roues neuves (usées) | 570 mm |
| Suspensions                   | |
| Roues élastiques              | Oui |
| Suspension primaire           | Caoutchouc-métal |
| Suspension secondaire         | 4 ressorts hélicoïdaux |
| Liaison caisse bogie          | Via les ressorts de la suspension secondaire. |
| Motorisation                  | |
| Type                          | Bimoteur |
| Agencement                    | 2 unités d'entrainement intégré entièrement suspendues au châssis du bogie (regroupant le moteur, les réducteurs et une unité de frein à disque) placées en extérieur longitudinalement entrainant chacun l'un des deux essieux. |
| Puissance                     | 2 × 100 kW |
| Équipement de freinage        | - 2 unités de frein à disque par bogie à fonctionnement hydraulique; - 2 patins de freins électromagnétiques. |
| Masse                         | - Bogie moteur 4,7 t - Bogie porteur 3,3 t |
| Charge à l'essieu admise      | 10 t |
| Vitesse maximum               | 70 km/h |
| Illustration                  | Bogie moteur d'un tramway T4000 du réseau de Bruxelles. |

#### Toronto
Les tramways de Toronto sont équipés d'un type de bogie différent de celui des Flexx Urban 1000 de la gamme Flexity Outlook.

## Commercialisation

### Eurotram
| Lieux      | Réseau                | Nombre | Numéros de parc              | Années de livraison | Observations - Particularités                                                                          |
| ---------- | --------------------- | ------ | ---------------------------- | ------------------- | --- |
| Strasbourg | Tramway de Strasbourg | 26     | n°1001 à 1026                | 1994 - 1995         | Possibilité de couplage de secours avec un Citadis 403                                                 |
| Strasbourg | Tramway de Strasbourg | 27     | n°1031 à 1040 et 1051 à 1067 | 1998 - 2000         | 10 rames à 8 essieux et 17 rames à 10 essieux. Possibilité de couplage de secours avec un Citadis 403. |
| Milan      | Tramway de Milan      | 26     | n°7001 à 7026                | 2000                | Rames unidirectionnelles                                                                               |
| Porto      | Metro de Porto        | 72     |                              | 2001-2006           | Possibilité de couplage                                                                                |

### Cityrunner
| Lieux     | Réseau                                          | Type ou série | Nombre | Numéros de parc          | Années de livraison     | Longueur (en m) | Longueur (en m)       | Largeur (en m) | Écartement | Alimentation électrique | Observations - Particularités |
| --------- | ----------------------------------------------- | ------------- | ------ | ------------------------ | ----------------------- | --------------- | --------------------- | -------------- | ---------- | ----------------------- | ----------------------------- |
| Augsbourg | Tramway d'Augsbourg                             |               | 17     | n°871 à 897              | 2009–2010               |                 | 7 sections            | 2,3            | 1000 mm    | 750 VCC                 |                               |
| Krefeld   | Tramway de Krefeld                              |               | 19     | n°601 à 619              | 2009–2010               |                 | 5 sections            |                | 1000 mm    | 700 VCC                 |                               |
| Innsbruck | Tramway d'Innsbruck                             |               | 32     | n°301 à 326 et 351 à 356 | 2007–2009               |                 | 5 sections            |                | 1000 mm    | 900 VCC                 |                               |
| Linz      | Tramway de Linz                                 |               | 39     | n°001 à 033 et ?         | 2002–2005, 2008 et 2015 |                 | 3 sections 7 sections |                | 900 mm     |                         |                               |
| Graz      | Tramway de Graz                                 |               | 18     | n°651 à 668              | 2000–2001               |                 | 5 sections            |                | 1000 mm    | 600 VCC                 |                               |
| Bruxelles | Tramway de Bruxelles (STIB)                     | T3000 T3200   | 150 79 | 3001 à 3150 3201 à 3279  | 2006–2014 2020–2023     | 32              | 5 sections            | 2,3            | 1435 mm    | 750 V CC                |                               |
| Bruxelles | Tramway de Bruxelles (STIB)                     | T4000 T4200   | 70 11  | 4001 à 4070 4201 à 4211  | 2006–2014 2020–2023     | 43,4            | 7 sections            | 2,3            | 1435 mm    | 750 V CC                |                               |
| Toronto   | Tramway de Toronto                              |               | 204    | n° 4400 à 4604           | 2012-2019               | 30,2            | 5 sections            | 2,54           | 1495 mm    | 600 VCC                 |                               |
| Alicante  | Ferrocarrils de la Generalitat Valenciana (FGV) |               | 11     | n°4201 à 4230            | 2007                    |                 | 5 sections            |                | 1000 mm    |                         | Parc commun avec Valence      |
| Valence   | Ferrocarrils de la Generalitat Valenciana (FGV) |               | 19     | n°4201 à 4230            | 2007                    |                 | 5 sections            |                | 1000 mm    |                         | Parc commun avec Valence      |
| Marseille | Tramway de Marseille                            | Type C        | 32     | n°001 à 032              | 2006-2014               |                 | 7 sections            |                | 1435 mm    | 750 VCC                 | 42,5 mètres                   |
| Palerme   | Tramway de Palerme                              |               | 17     |                          | 2011-                   |                 | 5 sections            |                | 1435 mm    | 750 VCC                 |                               |
| Łódź      | Tramway de Łódź                                 |               | 26     | n°1201 à 1215            | 2001-2002               |                 | 5 sections            |                | 1000 mm    | 600 VCC                 |                               |
| Genève    | Tramway de Genève                               |               | 39     | n°861 à 899              | 2004-2005 et 2009       |                 | 7 sections            |                | 1000 mm    |                         |                               |
| Eskişehir | Tramway d'Eskişehir                             |               | 23     | n°1 à 18                 | 2003-2004               | 29,5            | 5 sections            | 2,3            | 1000 mm    | 700 VCC                 |                               |

## Galerie d'images

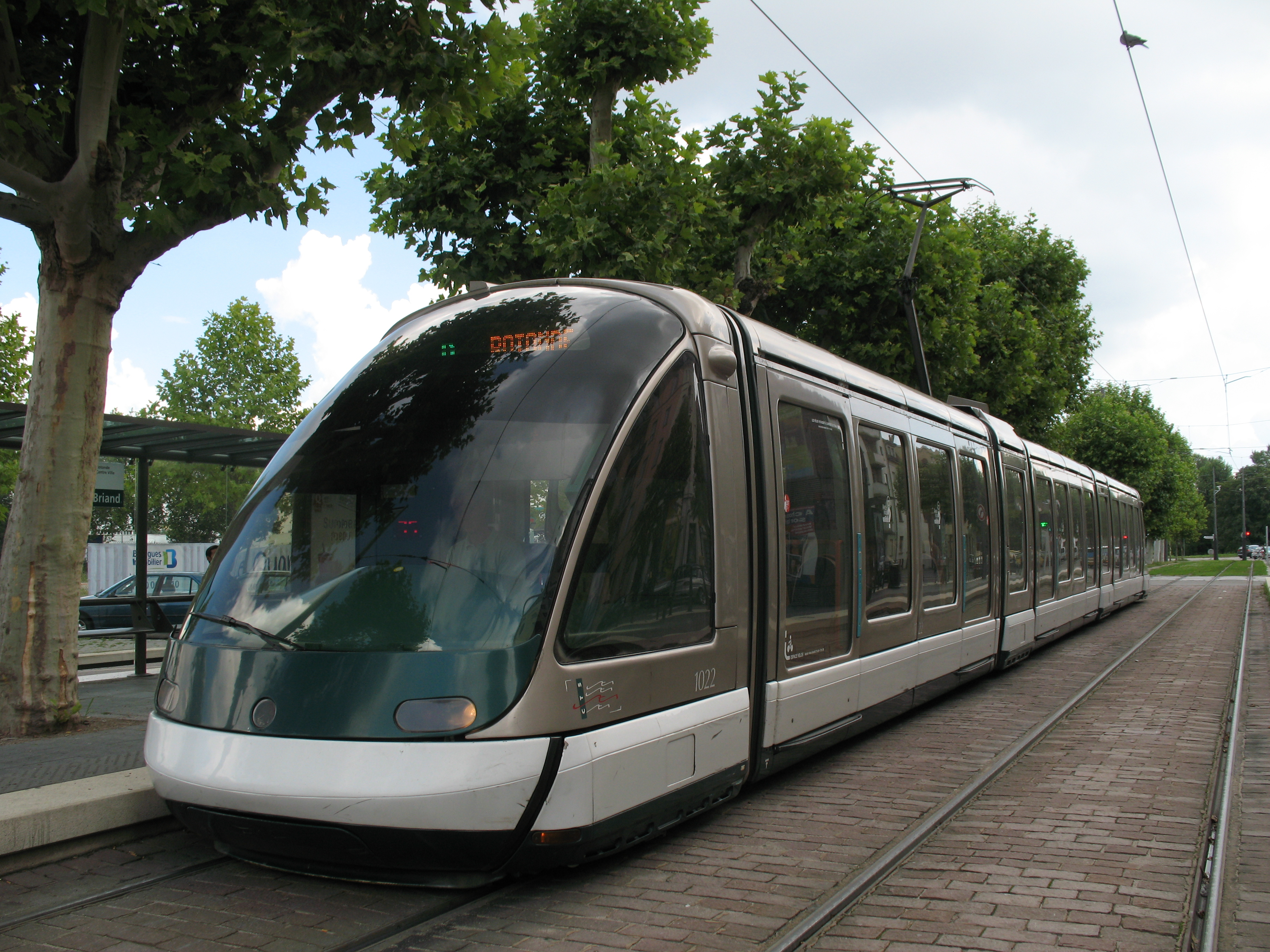
Tramway de Strasbourg
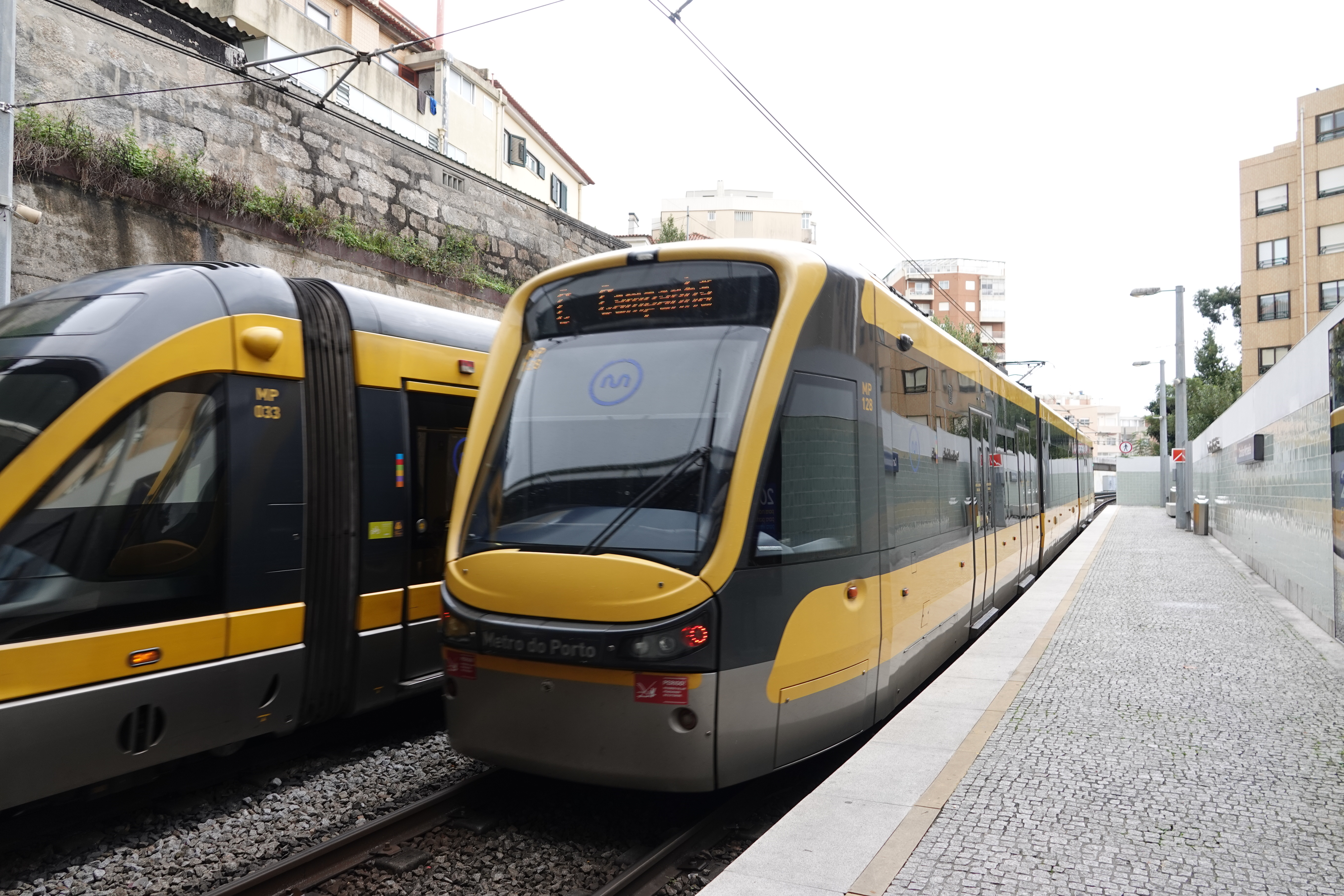
Tramway de Porto
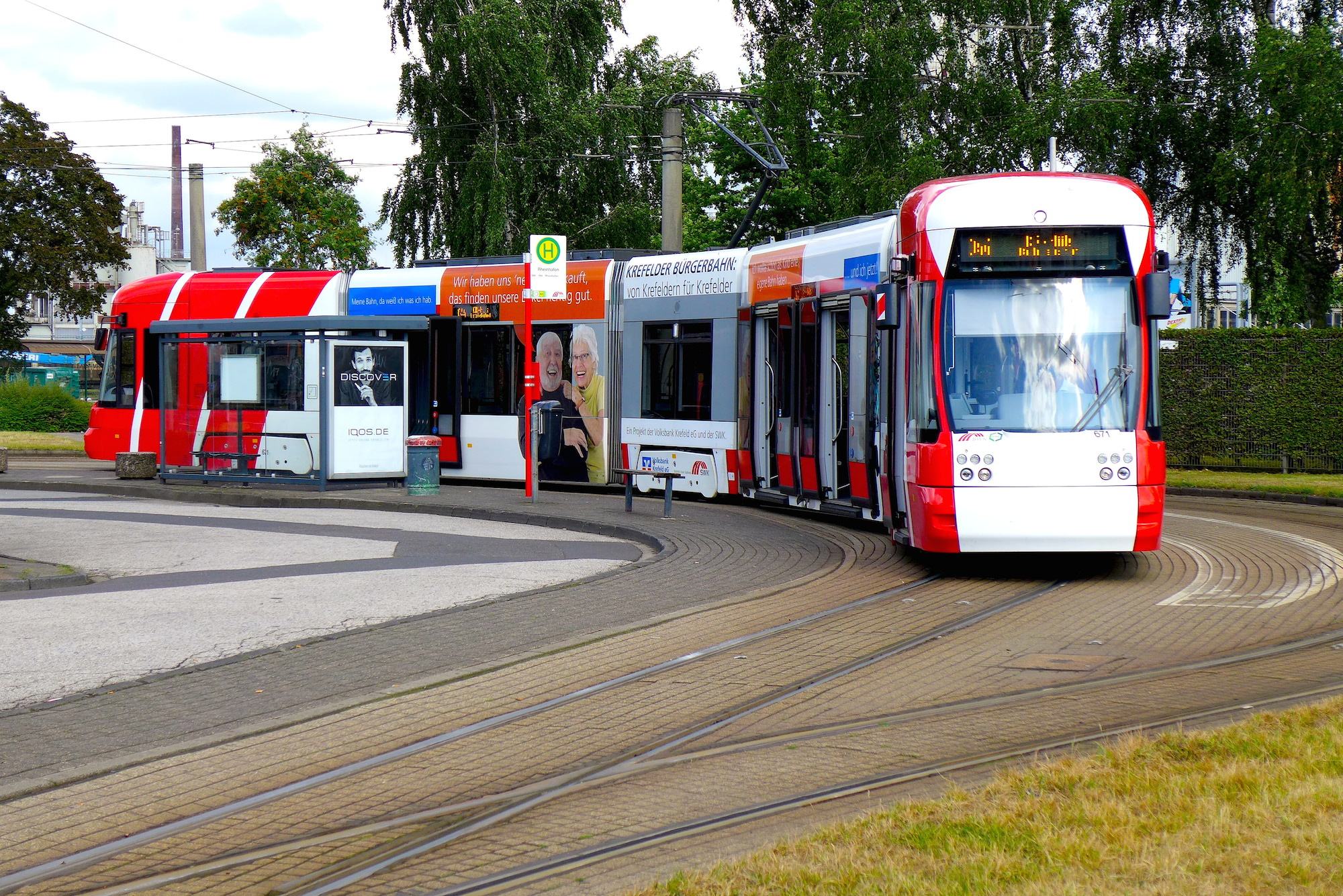
Tramway de Krefeld
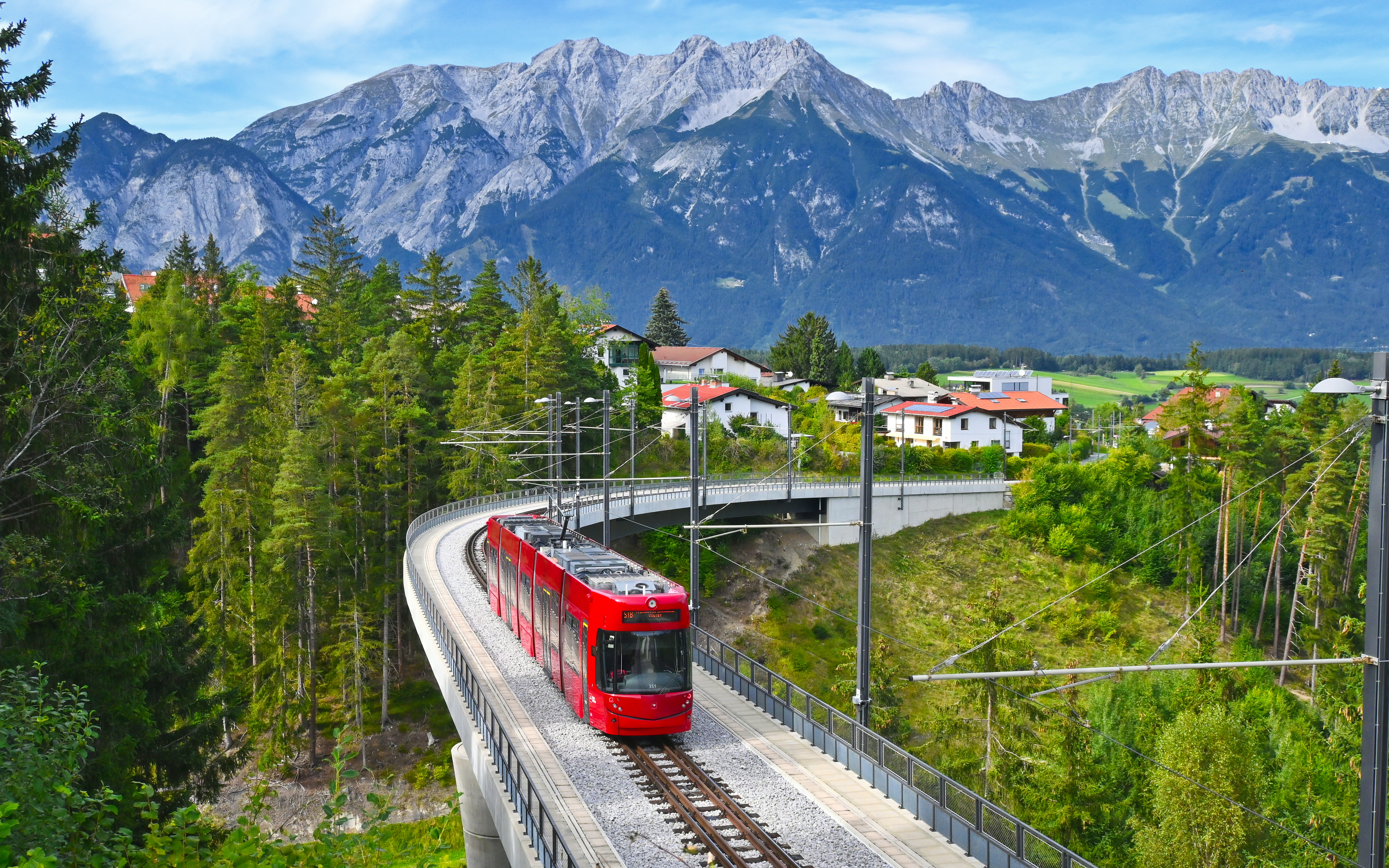
Tramway d'Innsbruck
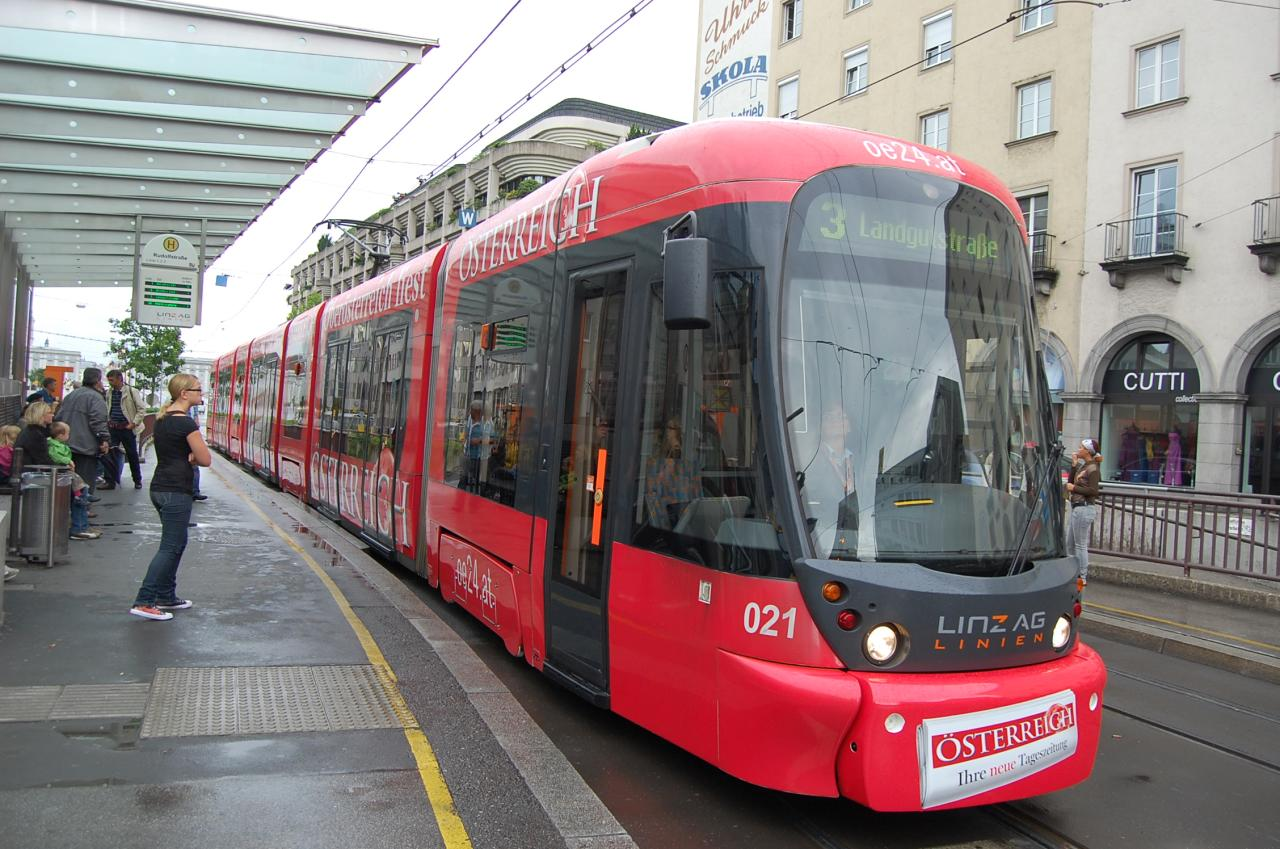
Tramway de Linz
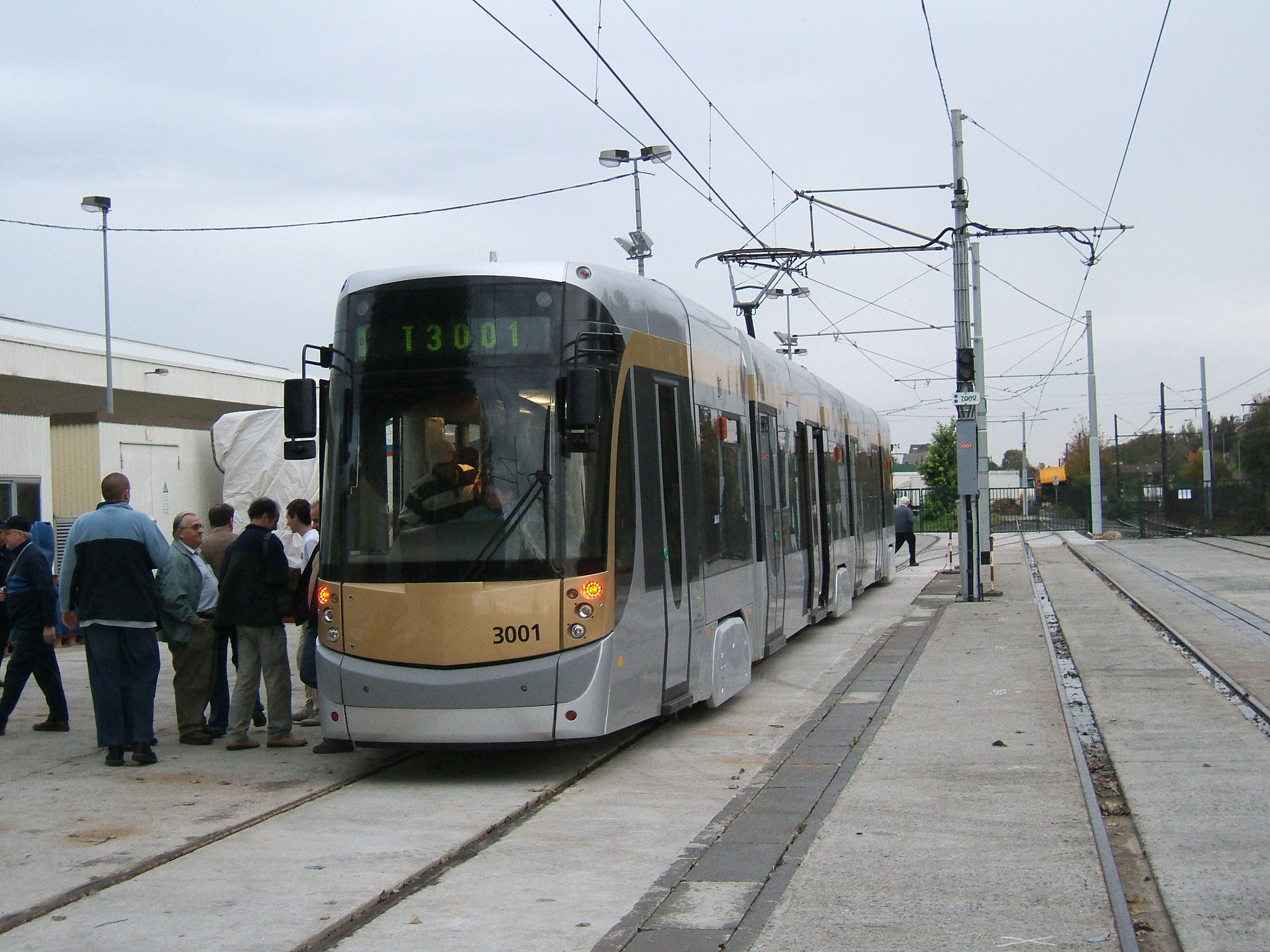
Tramway de Bruxelles
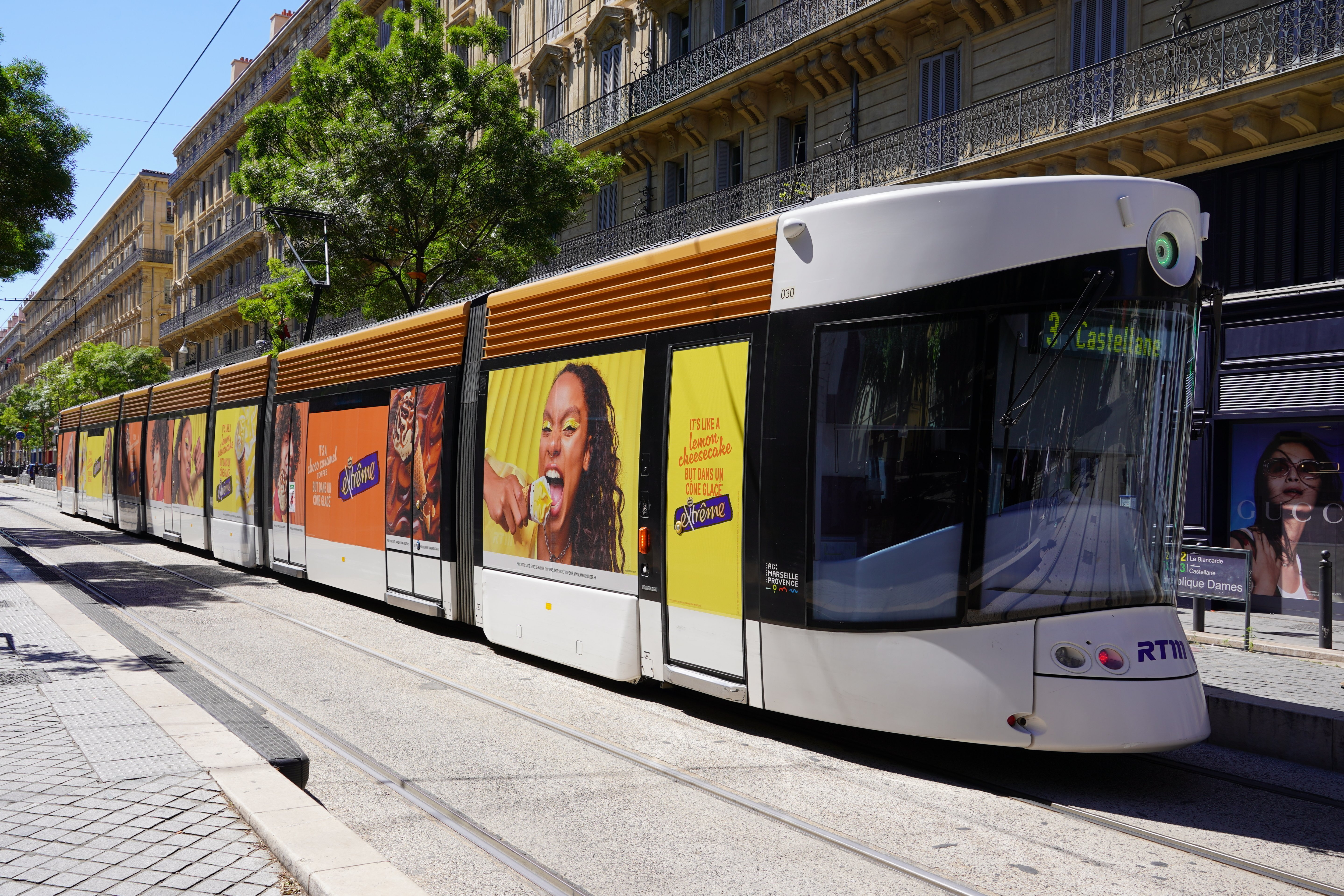
Tramway de Marseille
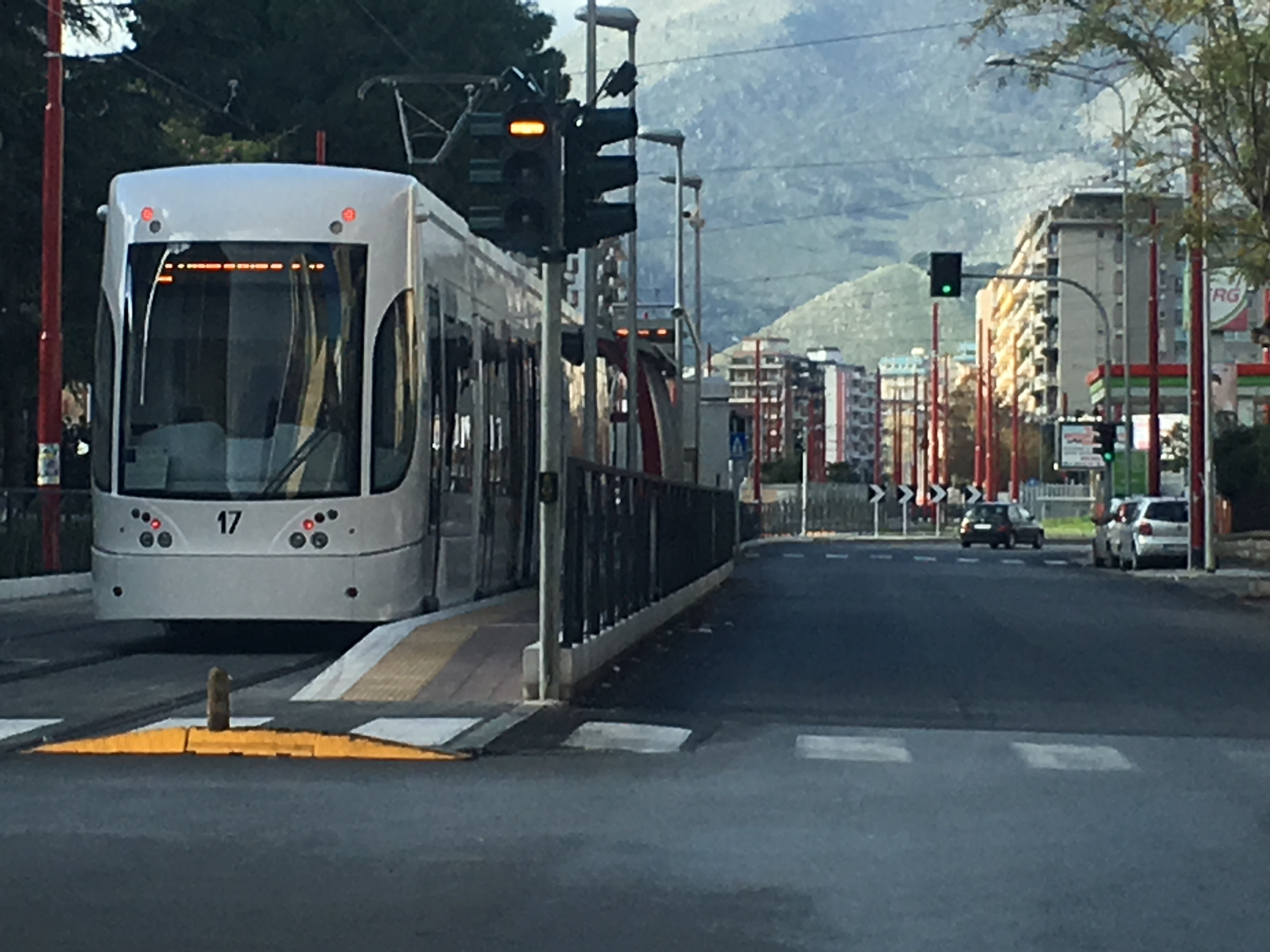
Tramway de Palerme
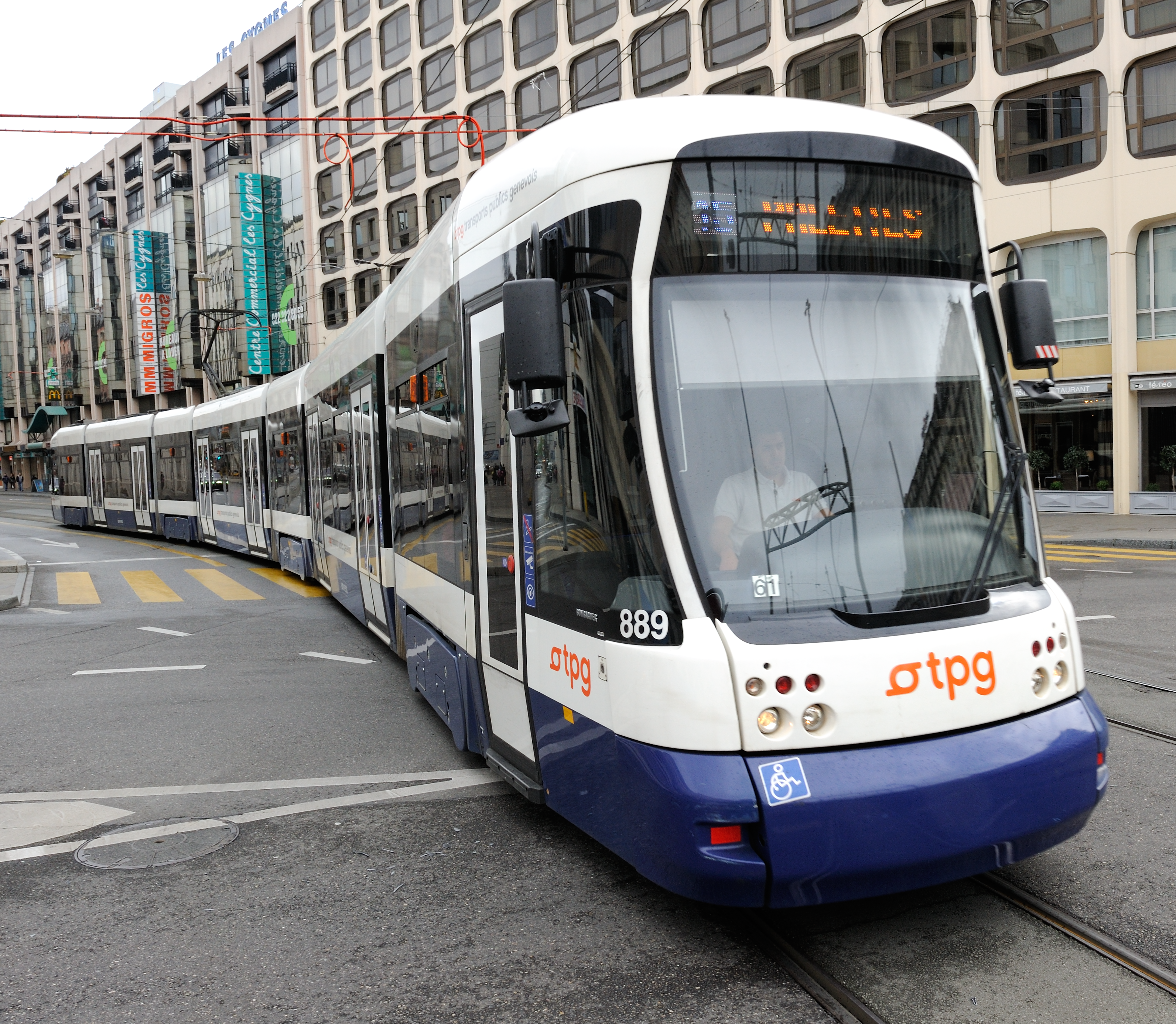
Tramway de Genève
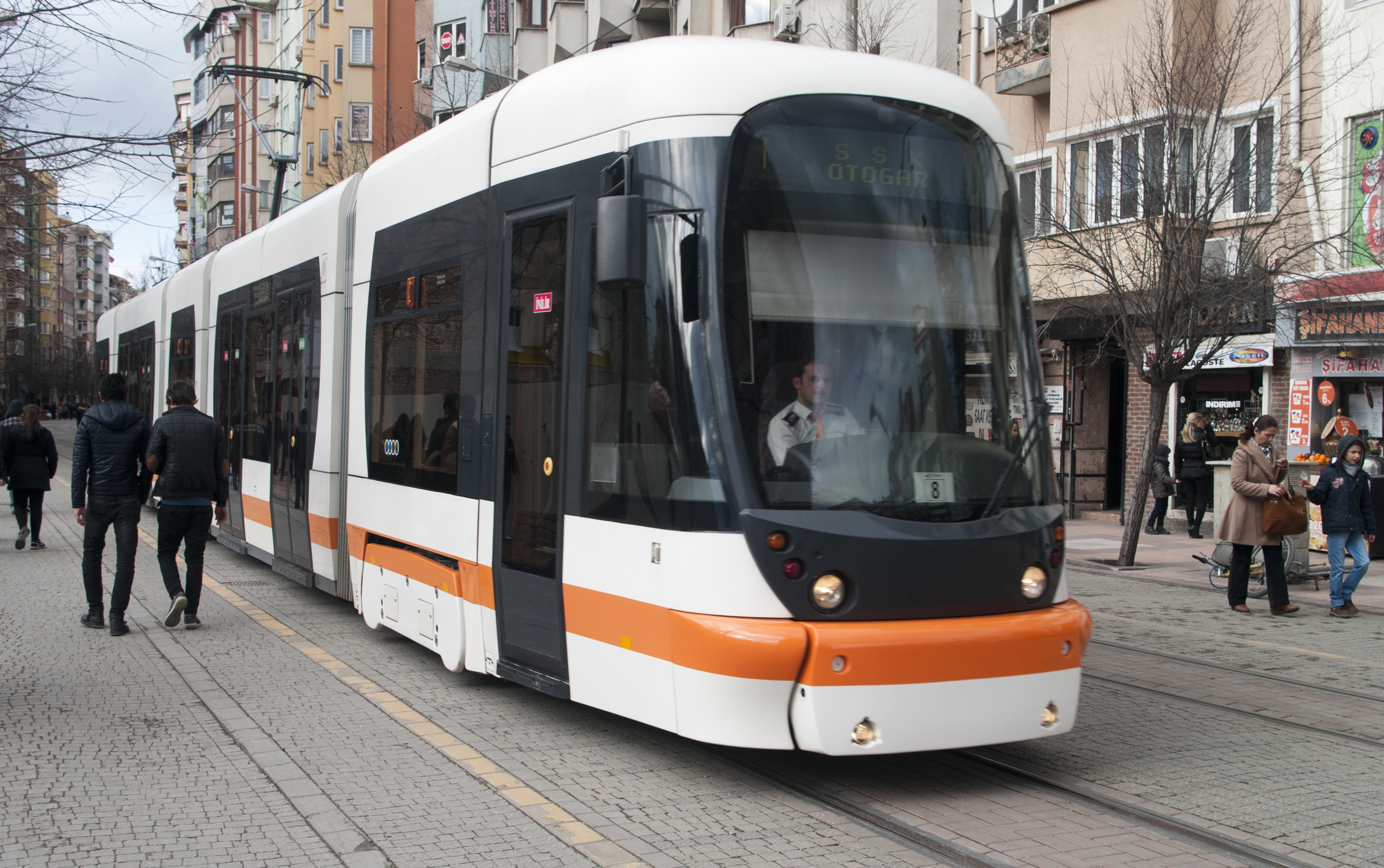
Tramway d'Eskişehir